# Ducové
Ducové (bis 1927 slowakisch auch „Ducov“; deutsch Dutzo, ungarisch Ducó) ist eine Gemeinde in der Westslowakei. Sie liegt im Waag-Tal am Fuße des Gebirges Považský Inovec, etwa acht Kilometer von Piešťany entfernt.

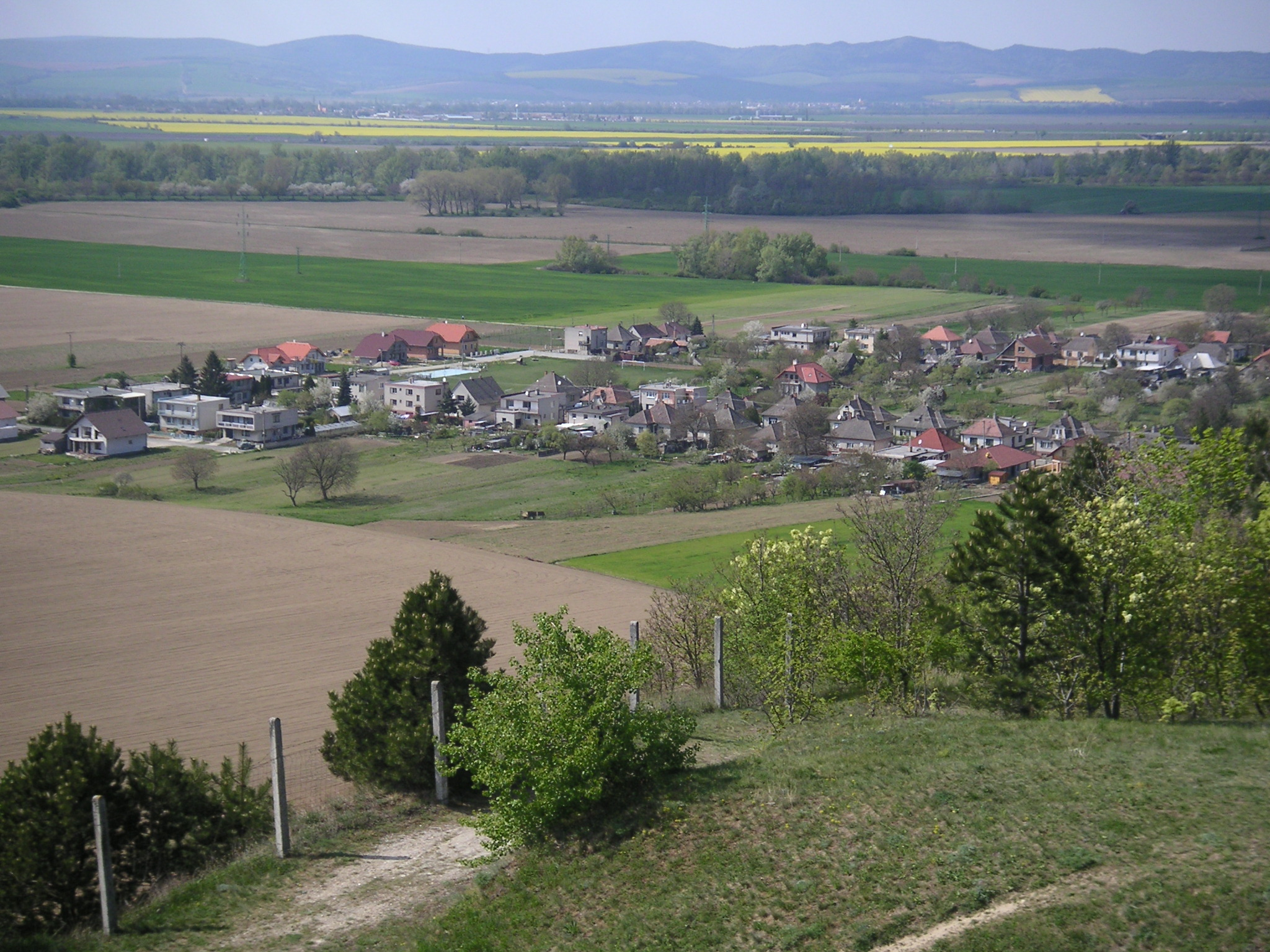
Ducové von dem Berg Kostolec

Der Ort ist vor allem für seine archäologisch bedeutende Fundstelle und die Großmährische Burgstätte auf dem Berg Kostolec bekannt. 
Der Ort wurde 1348 zum ersten Mal erwähnt und war von 1976 bis 1992 ein Teil der Gemeinde Moravany nad Váhom.

## Bevölkerung
| Jahr:                | 1994. | 2004.   | 2014.    | 2024.    |
| -------------------- | ----- | ------- | -------- | -------- |
| Anzahl der Personen: | 334   | 357     | 416      | 482      |
| Unterschied:         |       | +6,88 % | +16,52 % | +15,86 % |

| Jahr:                | 2023. | 2024.   |
| -------------------- | ----- | ------- |
| Anzahl der Personen: | 476   | 482     |
| Unterschied:         |       | +1,26 % |